# Погост Трифон
Погост Трифон — село в Усть-Кубинском районе Вологодской области.
Входит в состав Троицкого сельского поселения, с точки зрения административно-территориального деления — в Троицкий сельсовет.
Расстояние по автодороге до районного центра Устья — 43 км, до центра муниципального образования Бережного — 1 км. Ближайшие населённые пункты — Крылово, Бережное, Куркинская.
По переписи 2002 года население — 24 человека (11 мужчин, 13 женщин). Всё население — русские.